# Campionati italiani di triathlon cross country del 2011
I Campionati italiani di triathlon cross country del 2011 (VII edizione) sono stati organizzati dalla Federazione Italiana Triathlon e si sono tenuti a Cala Ginepro in Sardegna, in data 29 maggio 2011.
Tra gli uomini ha vinto per la terza volta - dopo le edizioni del 2007 e 2009 - Gianpietro De Faveri (G.P. Triathlon), mentre la gara femminile è andata a Sara Tavecchio (Triathlon Cremona Stradivari).

## Risultati

### Élite uomini
| Pos. | Atleta               | Società sportiva             | Nuoto    | Bici     | Corsa    | Totale   |
| ---- | -------------------- | ---------------------------- | -------- | -------- | -------- | -------- |
|      | Gianpietro De Faveri | G.P. Triathlon               | 00:20:52 | 01:36:10 | 00:39:58 | 02:38:37 |
|      | Leonardo Ballerini   | Triathlon Cremona Stradivari | 00:19:52 | 01:39:13 | 00:38:23 | 02:39:06 |
|      | Luca Panzavolta      | Padova Nuoto Triathlon       | 00:24:31 | 01:35:52 | 00:37:06 | 02:39:39 |
| 4    | Fabio Guidelli       | Arezzo Triathlon             | 00:22:04 | 01:42:59 | 00:37:29 | 02:43:56 |
| 5    | Matteo Marchisio     | CUS Torino                   | 00:24:31 | 01:38:43 | 00:39:48 | 02:44:38 |
| 6    | Fabrizio Baralla     | Forhans Team                 | 00:22:45 | 01:44:31 | 00:36:56 | 02:45:45 |
| 7    | Antonello Pallotta   | SBR3 Triathlon               | 00:24:38 | 01:39:50 | 00:39:52 | 02:46:01 |
| 8    | Francesco Dutto      | Peperoncino Team             | 00:24:44 | 01:39:04 | 00:40:20 | 02:46:27 |
| 9    | Marco Spadaccia      | Arezzo Triathlon             | 00:24:35 | 01:35:42 | 00:46:57 | 02:48:52 |
| 10   | Gabriele Vergano     | Peperoncino Team             | 00:24:55 | 01:44:26 | 00:39:08 | 02:50:10 |
| 11   | Luca Molteni         | Ironlario Triathlon Club     | 00:26:50 | 01:40:07 | 00:42:16 | 02:50:45 |
| 12   | Francesco Nesti      | Firenze Triathlon            | 00:25:16 | 01:44:49 | 00:43:24 | 02:55:25 |
| 13   | Simone Calamai       | SBR3 Triathlon               | 00:26:02 | 01:47:29 | 00:41:12 | 02:55:45 |
| 14   | Michele Riva         | Triathlon Lecco              | 00:22:37 | 01:47:16 | 00:44:38 | 02:56:39 |
| 15   | Massimo Torsani      | T.D. Rimini                  | 00:28:05 | 01:47:08 | 00:39:00 | 02:57:13 |
| 16   | Alessandro Cassetti  | Forhans Team                 | 00:28:19 | 01:45:19 | 00:41:35 | 02:57:37 |
| 17   | Cristian Sapora      | Forhans Team                 | 00:28:44 | 01:43:46 | 00:47:15 | 03:00:52 |
| 18   | Pasquale Cassese     | Triathlon Team Sassari       | 00:27:56 | 01:48:22 | 00:42:35 | 03:01:17 |
| 19   | Cristiano Iuliano    | SBR3 Triathlon               | 00:24:28 | 01:55:17 | 00:39:49 | 03:01:30 |
| 20   | Riccardo Rosticci    | SBR3 Triathlon               | 00:22:54 | 01:51:58 | 00:44:38 | 03:01:36 |

### Élite donne
| Pos. | Atleta               | Società sportiva             | Nuoto    | Bici     | Corsa    | Totale   |
| ---- | -------------------- | ---------------------------- | -------- | -------- | -------- | -------- |
|      | Sara Tavecchio       | Triathlon Cremona Stradivari | 00:26:59 | 02:03:03 | 00:47:19 | 03:19:33 |
|      | Elisabetta Curridori | Forhans Team                 | 00:26:19 | 02:14:43 | 00:47:40 | 03:30:47 |
|      | Ilaria Zavanone      | Torino Triathlon             | 00:31:57 | 02:07:01 | 00:50:40 | 03:32:50 |
| 4    | Chiara Ingletto      | Firenze Triathlon            | 00:28:55 | 02:30:37 | 00:45:33 | 03:47:25 |
| 5    | Stefania Pacca       | Lazio Triathlon              | 00:33:58 | 02:25:43 | 00:46:44 | 03:49:02 |
| 6    | Patrizia Bassetto    | Villacidro Triathlon         | 00:45:27 | 02:25:23 | 00:51:46 | 04:06:14 |
| 7    | Angela Fogarolli     | Fersentri                    | 00:33:41 | 02:40:00 | 00:56:27 | 04:14:13 |
| 8    | Isabella Civiero     | Triathlon Team Pordenone     | 00:38:52 | 02:30:44 | 01:03:50 | 04:17:02 |
| 9    | Federica Porcu       | Sinis Oristano               | 00:33:25 | 02:44:39 | 00:57:31 | 04:17:50 |
| 10   | Raffaella Mele       | Forhans Team                 | 00:33:20 | 03:01:22 | 00:55:09 | 04:32:36 |
| 11   | Barbara Mingotti     | Atl. Avis Castel S. Pietro   | 00:39:16 | 02:52:56 | 01:06:16 | 04:43:06 |
| 12   | Marina Buonfiglioli  | Atl. Avis Castel S. Pietro   | 00:35:24 | 02:57:53 | 01:09:06 | 04:46:58 |
| 13   | Alessandra Mirra     | Torino Triathlon             | 00:31:40 | 03:06:30 | 01:05:13 | 04:48:02 |